# Лекси Бел
Лекси Бел (енгл. Lexi Belle; Индепенденс, 5. август 1987), право име Џесика Макомбер (енгл. Jessica McComber), америчка је порнографска глумица.

## Каријера
Лекси Бел је рођена у градићу Индепенденс, Луизијана. Касније се преселила у Лос Анђелес, и потписује уговор са компанијом LA Direct Models 2006.
Радила је у једном видео-клубу када јој је пришао режисер који је видео њене слике на друштвеној мрежи. Понудио јој је да снима порно-филмове, и три месеца касније она је снимила прву сцену. У првој фази каријере, наступала је у сценама оралног секса.
Године 2011, амерички кабловски канал CNBC је уврстио међу 12 најпопуларнијих порно звезда. CNBC наводи њене вишеструке награде и номинације за АВН награду, као и популарност њеног сајта који је један од посећенијих у порно индустрији.
У филму под називом Лекси 2012. године, први пут снима сцену аналног секса са колегом Џејмсом Дином. Часопис Пентхаус је прогласио „љубимицом“ (енгл. Penthouse Pet) за месец мај 2013. године и „љубимицом“ за 2014. годину.
Лекси Бел истиче да је вегетаријанка. Поред тога, учествује као волонтерка у кампањама организација за заштиту и збрињавање животиња. Велики је обожавалац филмског серијала Звезданих ратова. За себе каже да је бисексуалка.
До 2013. године појавила се у око 440 филмова за одрасле.

## Награде
Лекси Бел је освојила 15 награда у области које се баве филмовима за одрасле, такође је била 48 пута номинована.
- 2008 – Adam Film World Guide – Teen Dream Of The Year[14]
- 2010 – АВН награда – Best All-Girl Couples Sex Scene – Field of Schemes 5[15]
- 2010 – АВН награда – Best New Web Starlet[15]
- 2010 – XRCO награда – Cream Dream[16]
- 2010 – F.A.M.E. награда – Favorite Underrated Starlet[17]
- 2010 – Orgazmik Europe - Best Female Performer[18]
- 2011 – АВН награда – Best Supporting Actress – Batman XXX: A Porn Parody[19]
- 2012 – АВН награда – Best Boy/Girl Scene – The Bombshells 3[20]
- 2012 – NightMoves – Best Female Performer[21]
- 2013 – NightMoves Award - Best Overall Body[22]
- 2013 – TLA RAW – Performer of the Year (Female)[23]
- 2012 – АВН награда – Best Oral Sex Scene – Massive Facials 4[24]
- 2013 − АВН награда − Best Tease Performance – Remy[24]
- 2013 − АВН награда − Best Three-Way Sex Scene (B/B/G) – Lexi.[24]
- 2013 − XBIZ награда − Gonzo Release of the Year – Lexi.[25]

## Изабрана филмографија
- 2007: Spunk'd – The Movie
- 2008: Evil Pink 4
- 2008: Strap Attack 9
- 2009: Slutty and Sluttier 10
- 2009: Deviance
- 2009: Lexi the Artist
- 2010: This Ain’t Baywatch XXX
- 2010: My Plaything Lexi Belle
- 2010: Batman XXX: A Porn Parody
- 2010: Legs Up Hose Down
- 2011: Tug Jobs 19
- 2011: Bad Girls 7
- 2011: Halloween XXX Porn Parody
- 2011: Official Basic Instinct Parody
- 2011: Real Housewives Of The San Fernando Valley - A XXX Parody
- 2012: This Ain’t the Smurfs XXX
- 2012: Buffy the Vampire Slayer XXX: A Parody
- 2012: Official Hangover Parody
- 2012: In Her Head
- 2013: Big Wet Asses 22
- 2013: Last Girl 2